# قدرت‌آباد (سربیشه)
قدرت‌آباد یک روستا در ایران است که در بخش مرکزی شهرستان سربیشه واقع شده‌است.